# Tegola canadese

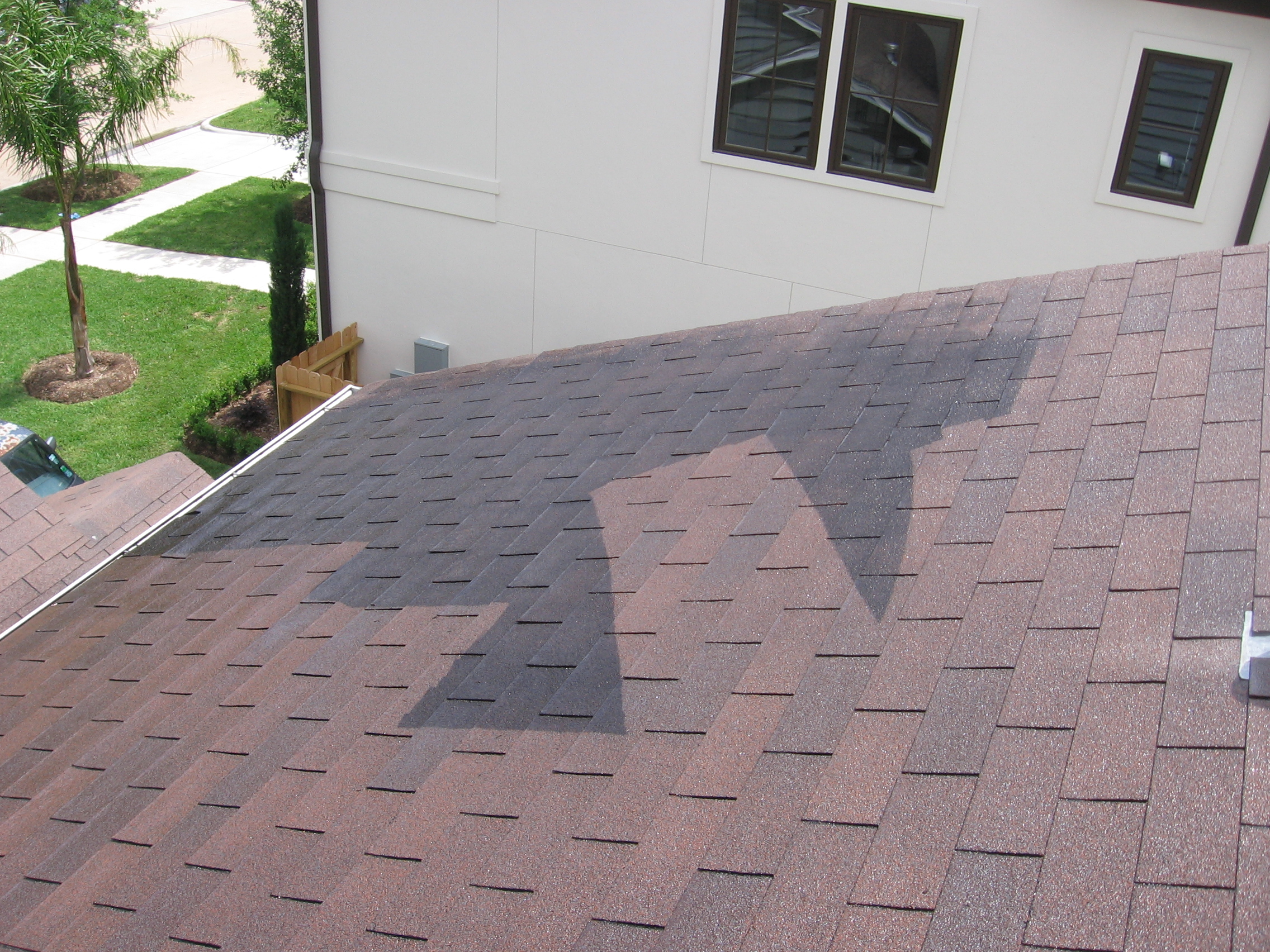
Tegole canadesi sul tetto di un'abitazione privata.

La tegola canadese è un tipo di manto di copertura, composta da strati di diversi materiali inorganici, e impermeabilizzata attraverso l'applicazione di bitume, e, in alcuni casi, con la parte esterna ricoperta da ardesia.
Può essere utilizzata con pendenza superiore al 15%. Non viene specificata alcuna pendenza massima in quanto essendo fissata tramite chiodi allo scempiato, non le è permesso alcun movimento, è dunque applicabile su qualsiasi tipo di copertura a falde. Uno dei vantaggi principali della tegola canadese rispetto alle tegole è il peso, infatti 1 m2 di copertura arriva a circa 10kg, mentre la stessa superficie con tegole in laterizio pesa circa 28 kg.